# Robert King
Robert Wade King (ur. 20 czerwca 1906 w Los Angeles, zm. 29 lipca 1965 w Walnut Creek) – amerykański lekkoatleta skoczek wzwyż, mistrz olimpijski z Amsterdamu.

## Przebieg kariery
Na igrzyskach olimpijskich w 1928 w Amsterdamie King wywalczył złoty medal w skoku wzwyż po trwającym 5 godzin konkursie. Jako jedyny zaliczył wysokość 1,94 m. Obrońca tytułu i rekordzista świata Harold Osborn zajął 5. miejsce.
King był mistrzem Stanów Zjednoczonych (AAU) w 1927 i 1928, akademickim mistrzem USA (IC4A) w 1926 i 1928 oraz akademickim mistrzem (NCAA) w 1928.
Ukończył medycynę i był znanym lekarzem położnikiem.

## Rekord życiowy
- skok wzwyż – 1,997 m (1928)[1]